# باد دورک‌هایم
۴۹°۲۹′۲۶″ شمالی ۸°۷′۳۱″ شرقی / ۴۹٫۴۹۰۵۶°شمالی ۸٫۱۲۵۲۸°شرقی
شهر باد دورک‌هایم در ایالت راینلند-فالتز در کشور آلمان واقع شده است.